# Julie (opera)
Julie is een eendelige opera gecomponeerd door de Belgische componist Philippe Boesmans, de composer-in-residence van de koninklijke Muntschouwburg te Brussel. Het werk is gebaseerd op het toneelstuk Miss Julie van August Strindberg uit 1888. Boesmans maakt gebruik van een Duitstalig libretto van de hand van Luc Bondy en Marie Louise-Bischofberger. Deze opera, die handelt over de destructieve liefdesrelatie tussen aristocrate Julie en haar dienaar Jean, legt de focus op de psychologische aspecten van de personages in het verhaal.
Julie kende haar première in maart 2005 in de koninklijke Muntschouwburg. , en werd later ook opgevoerd in Wenen en als deel uitmakende van het Festival International d'Art Lyrique d'Aix-en-Provence in juli 2005. Tijdens dit festival werd een live opname gemaakt; deze werd uitgegeven op DVD door Bel Air Classiques.